# オーストリア海軍艦艇一覧
オーストリア海軍艦艇一覧は、オーストリア共和国軍が過去保有した、または現在保有する、または将来保有する予定の、未完成・計画中止を含めた歴代艦艇一覧である。
凡例

## 現有勢力（2007年現在）
- 国防予算：21億5,000万ドル
- 海軍人員：24名
- 艦船隻数：2隻

哨戒艇×2

## 艦艇一覧（近代海軍）

### 哨戒艦艇

#### 哨戒・警備艦艇
砲艦
- Barsch級 - 2隻 ※ 河川砲艦

（Barsch）、（Compo）
- （Stör） - 1隻 ※ 河川砲艦
- （Fogas） - 1隻 ※ 河川砲艦

哨戒艇

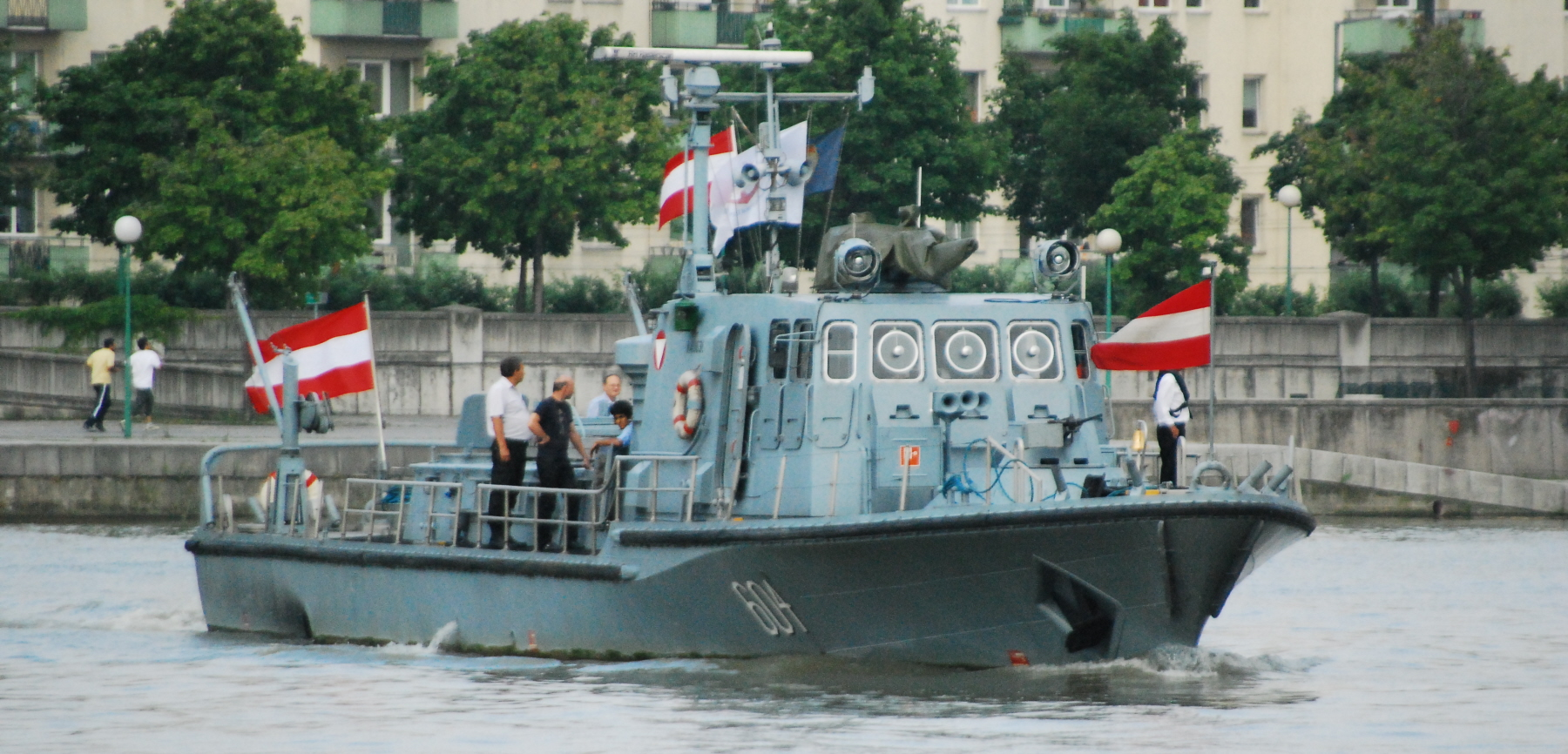
哨戒艇「ニーダーエースタライヒ」

- ニーダーエースタライヒ（A-604 Niederösterreich） - 1隻
- オーバースト・ブレヒト（A-601 Oberst Brecht） - 1隻
- グライフ（704 Greif） - 1隻